# East Horsley
East Horsley är en ort och civil parish i Storbritannien.   Den ligger i grevskapet Surrey och riksdelen England, i den södra delen av landet, 30 km sydväst om huvudstaden London. East Horsley ligger 72 meter över havet och antalet invånare är 5 787.
Terrängen runt East Horsley är lite kuperad, och sluttar norrut. Runt East Horsley är det tätbefolkat, med 308 invånare per kvadratkilometer. Närmaste större samhälle är Sutton, 18,2 km nordost om East Horsley. Trakten runt East Horsley består i huvudsak av gräsmarker.